# 尋租

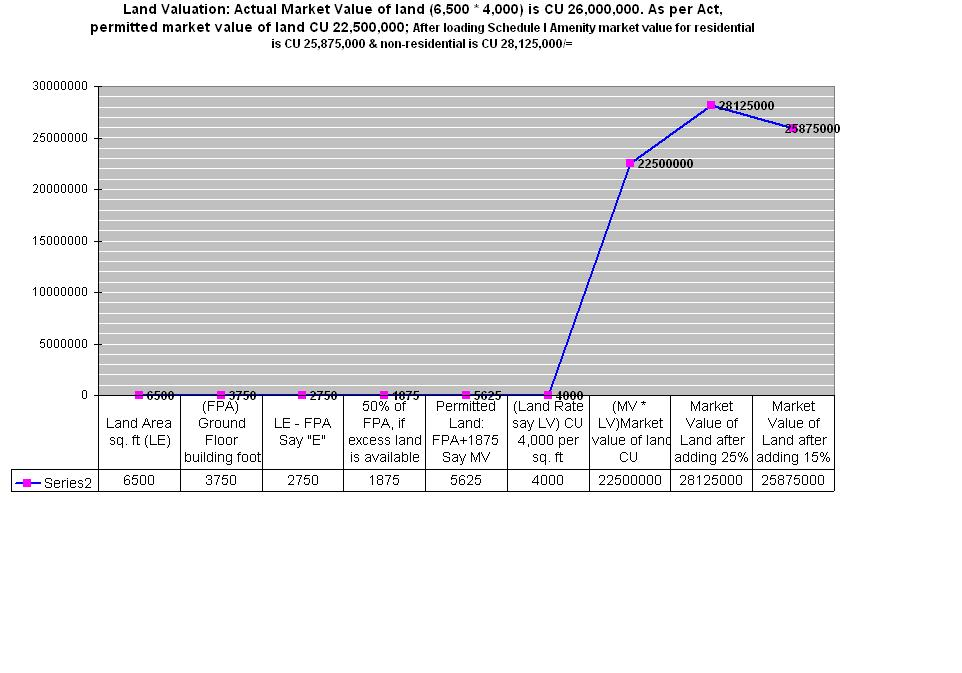
尋租造成的土地加值後果

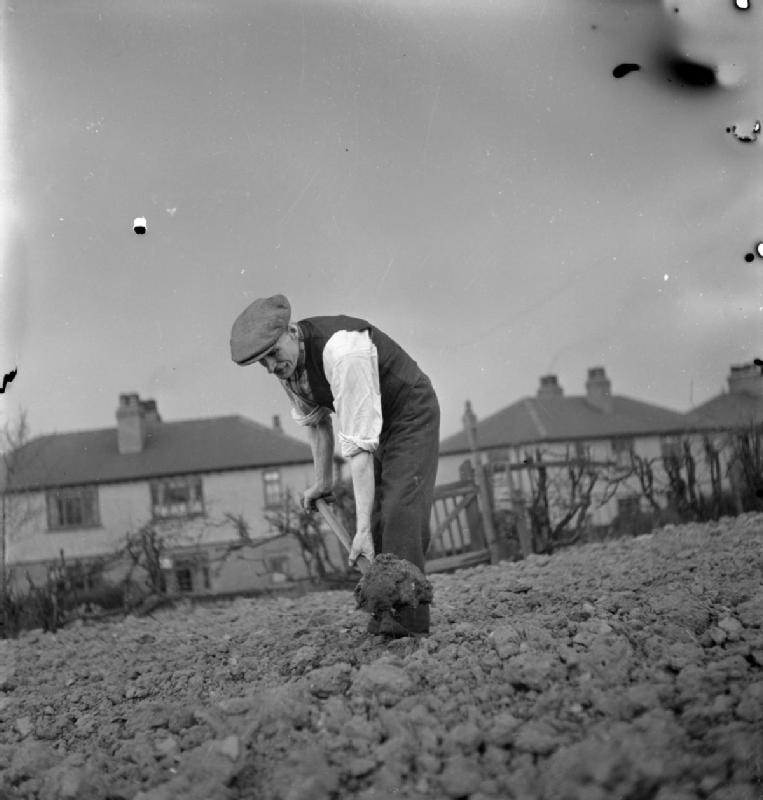
租地耕作的佃農

尋租活動（英語：rent-seeking），又称为競租，是指在沒有從事生產的情況下，为壟斷社會資源、或维持垄断地位，从而得到垄断利润（亦即經濟租）所从事的一种「非生产性的寻利活动」。整个寻租活动的全部经济损失要远远超过传统垄断理论中的“纯损”三角形。至於企業或個人在尋租過程中所爭取的市場，則稱為「尋租市場」。尋租市場愈大，表示一個經濟環境中能被不公正壟斷的事物越多，而整體的經濟效益也會因而越低。
尋租是通過操縱社會或政治環境來增加現有財富而不創造新財富的行為。尋租活動對社會的其他部分有負面影響。 它們通過資源分配不當、財富創造減少、政府收入損失、收入不平等加劇、政治賄賂增加的風險以及潛在的國家衰落而導致經濟效率下降。
試圖抓住監管機構以獲得強制性壟斷（參看監管俘虜）可能會給市場上的尋租者帶來優勢，同時給他們不腐敗的競爭對手帶來劣勢。 這是尋租行為的許多可能形式之一。

## 寻租活动的经济损失

### 個體
就单个寻租者而言，其寻租代价不会超过垄断地位可能给他带来的好处（即垄断利润或垄断租金bcP*Pm），否则就不值得了。但在很多情况下，由于争夺垄断地位的竞争非常激烈，寻租代价常常要接近甚至等于全部的垄断利润。

### 總體
进一步考虑整个寻租市场，问题將更为严重。整个寻租活动的全部经济损失等于所有单个寻租者獲得的利益总和，而且損失的总和还将随着寻租市场竞争程度的不断加强而增大。
寻租理论思想的最早渊源，是被称为“寻租理论之父”的美国经济学家戈登·图洛克在1967年所写的论文《关于税、垄断和偷窃的福利成本》。他的观点是，完全竞争理论对偏离竞争所导致的社会福利估计不足，实际上税收、关税和垄断所造成的社会福利损失大大超过了通常的估算。其原因是人们会竞相通过各种疏通活动，争取收入，即寻租；而在竞相寻租的条件下，每个人都认为花费与其所期望的收益相近的费用是值得的。詹姆斯·M·布坎南的寻租理论，主要探讨寻租产生的条件、寻租的三个层次、政治分配与寻租等内容。

## 延伸閱讀
- Chowdhury, Faizul Latif.  A Rent Seeking Bureaucracy. Pathak Shamabesh, Dhaka. 2006: 25–34. ISBN 978-984-8120-62-0.
- Ikeda, Sanford. . Hamowy, Ronald  (编). . Thousand Oaks, CA: SAGE; Cato Institute: 422–23. 2008. ISBN 978-1412965804. LCCN 2008009151. OCLC 750831024. doi:10.4135/9781412965811.n259. （原始内容存档于2020-09-30） 使用|archiveurl=需要含有|url= (帮助). |chapter=被忽略 (帮助);
- Krueger, Anne. . American Economic Review. 1974, 64 (3): 291–303. JSTOR 1808883.
- Tullock, Gordon. .  4. Palgrave Macmillan. 1987. 147–49. ISBN 978-0-333-37235-7.
- Tullock, Gordon. . 2005.

## 外部連結
- Rent-Seeking （页面存档备份，存于）, The Economist
- Henderson, David R. .  2nd. Indianapolis: Library of Economics and Liberty. 2008  [2019-04-19]. ISBN 978-0865976658. OCLC 237794267. （原始内容存档于2021-03-03）.
- Rent-Seeking as Process by Mushtaq Khan